# ハル島 (カナダ・ブリティッシュコロンビア州)
ハル島（英: Hull Island）とは、カナダ・ブリティッシュコロンビア州の島。北アメリカ大陸西海岸、太平洋上のフィヨルドが発達した地域にある。同国のケベック州にも同名の島が存在する。

## 地理
ハル島は北緯50度33分02秒、西経126度12分18秒付近に位置している。島の周囲はフィヨルドが発達した地域であり、付近の海域には幾つもの島が点在し、海岸線も大変複雑な地域である。

## 気候
ハル島付近は西岸海洋性気候で、気温の変化が比較的少ない海洋性の気候であり、夏は涼しく、高緯度の割に冬は暖かい。これはこの付近が暖流であるアラスカ海流の影響を受けるためである。例年、最も暑いのは夏である8月頃で月平均気温は14.3 ℃、最も寒いのは冬である1月頃で月平均気温は3.3 ℃である。

## 島名について
この島の「ハル（Hull）」と言う名称は、カナダのブリティッシュコロンビア州の地理に関する調査を行った、イギリス海軍のジョージ・ヘンリー・リチャーズによって1860年に命名されたものである。
彼は、同じイギリス海軍の軍人であったトーマス・アーサー・ハル（Thomas Arthur Hull）と言う人物の姓を取って、この島を「Hull Island」とした。